# Ammophila striata
Ammophila striata es una especie de avispa del género Ammophila, familia Sphecidae.

## Taxonomía
Fue descrito por primera vez en 1878 por Mocsáry.